# Nessuno nessuno/Eppur mi son scordato di te
Nessuno nessuno/Eppur mi son scordato di te è un singolo del 1971 della Formula 3; entrambi i brani sono composti da Lucio Battisti su testi di Mogol.

## Descrizione

### Nessuno nessuno
Versione abbreviata del brano uscito su LP della durata di oltre 11 minuti, nonostante il taglio, mantiene un sapore prog, anche grazie alla bellissima progressione di organo sul finale del brano.

### Eppur mi son scordato di te
Secondo quanto dichiarato dallo stesso Alberto Radius, il riff di apertura del brano è ispirato a Jimi Hendrix.
Per stessa ammissione di Mogol, il famoso verso del ritornello «non piangere salame dai capelli verde rame» fu frutto di un errore di distrazione, mentre nelle sue intenzioni sarebbe invece dovuto essere «non piangere salame dai capelli rosso rame»; il paroliere, che scrisse il brano nel 1969, si accorse dello sbaglio solo a distanza di tempo.
Battisti interpretò il brano in una versione acustica durante la trasmissione televisiva Teatro 10 del 1º maggio 1971, resa famosa dall'insolito utilizzo di una chitarra di bassa qualità, dal suono pesantemente metallico, con cui tuttavia l'artista compie un riff da musicista di primo rango; un frammento è stato cantato anche nel duetto Mina-Battisti del 23 aprile 1972, sempre nella trasmissione Teatro 10.

#### La versione inglese di Battisti
Nel 1977 Battisti registrò una versione del brano con il testo inglese, probabilmente durante la lavorazione dell'album Images. Tale versione non è mai stata pubblicata ed è ancora oggi inedita.

## Brani
1. Nessuno nessuno – 4:52
2. Eppur mi son scordato di te – 3:33